# Kayao (Kayao)
Pour les articles homonymes, voir Kayao.
Kayao est une commune et le chef-lieu du département de Kayao dans la province du Bazèga de la région du Centre-Sud au Burkina Faso.

## Santé et éducation
Kayao accueille un centre de santé et de promotion sociale (CSPS).